# Asymmetrione foresti
Asymmetrione foresti es una especie de crustáceo isópodo marino de la familia Bopyridae.

## Distribución geográfica
Se distribuye por el mar Mediterráneo. De adulto es ectoparásito del crustáceo decápodo Paguristes eremita.